# Ченцы (Некрасовское сельское поселение)
Ченцы — посёлок в Ярославском районе Ярославской области. Входит в состав Некрасовского сельского поселения.

## География
Находится в восточной части Ярославской области на расстоянии приблизительно 13 км на север-северо-запад по прямой от железнодорожного вокзала Ярославль-Главный.

## История
Поселок известен неурегулированностью своего статуса. Согласно документам поселения, он находится в составе Некрасовского сельского поселения. Однако, ранее было принято решение о его передаче в состав Ярославля в связи с планами жилищного строительства на свободных площадях.

## Население
Численность населения: 41 человек (русские 68 %, езиды 32 %) в 2002 году, 54 в 2010.